# Dolní Vlkýš
Dolní Vlkýš – część ustawowego miasta Pilzna, położona w jego w północno-zachodniej części. Leży na terenie gminy katastralnej Pilzno 9.